# Хорхе Мануель Теотокопулі
Хорхе Мануель Теотокопулі (Георгіос Еммануїл Теотокопулос) (грец. Γεώργιος Εμμανουήλ Θεοτοκόπουλος, ісп. Jorge Manuel Theotocópuli; 1578, Толедо, Іспанія — 1631, Толедо, Іспанія) — іспанський художник і архітектор грецького походження. Був єдиним сином іконописця та художника Доменікоса Теотокопулоса, відомого як Ель Греко.

## Життєпис
Свого ремесла навчився, працюючи в студії батька.
Близько 1603 брав участь у виконанні замовлень на запрестольні образи в Ільєскасі, що є його першою документованою роботою.
У 1607 почав працювати більш незалежно, створюючи вівтарні картини в Титульсії, які, хоча загалом виготовлялися їм у стилі свого знаменитого батька, демонстрували проблиски його особистості.
Після смерті Ель Греко в 1614 зосередився на архітектурі, що цікавила його, працюючи в основному в ерреріанському стилі, наслідуючи Ніколасу де Вергару ель Моццо і Хуану Баутіста Монегро.
У 1612-1618 був залучений на завершення будівництва будівлі Casa Consistorial (міської ратуші) у Толедо.
У 1625 став майстром-будівельником (бригадиром мулярів), скульптором і архітектором Толедського собору, працюючи над спорудженням його Мосарабської капели, спочатку спроектованої Енріке Егасом в 1519. Також брав участь у кількох менш серйозних проектах, таких як проектування театру комедії під назвою Mesón de la Fruta, який був зруйнований у 1870-і.

## Особисте життя
Був двічі одружений.
У кінцевому рахунку Теотокопулі наздогнав фінансовий крах через розбіжності з Госпіталем Тавера, який захопив усе його майно.

## Галерея

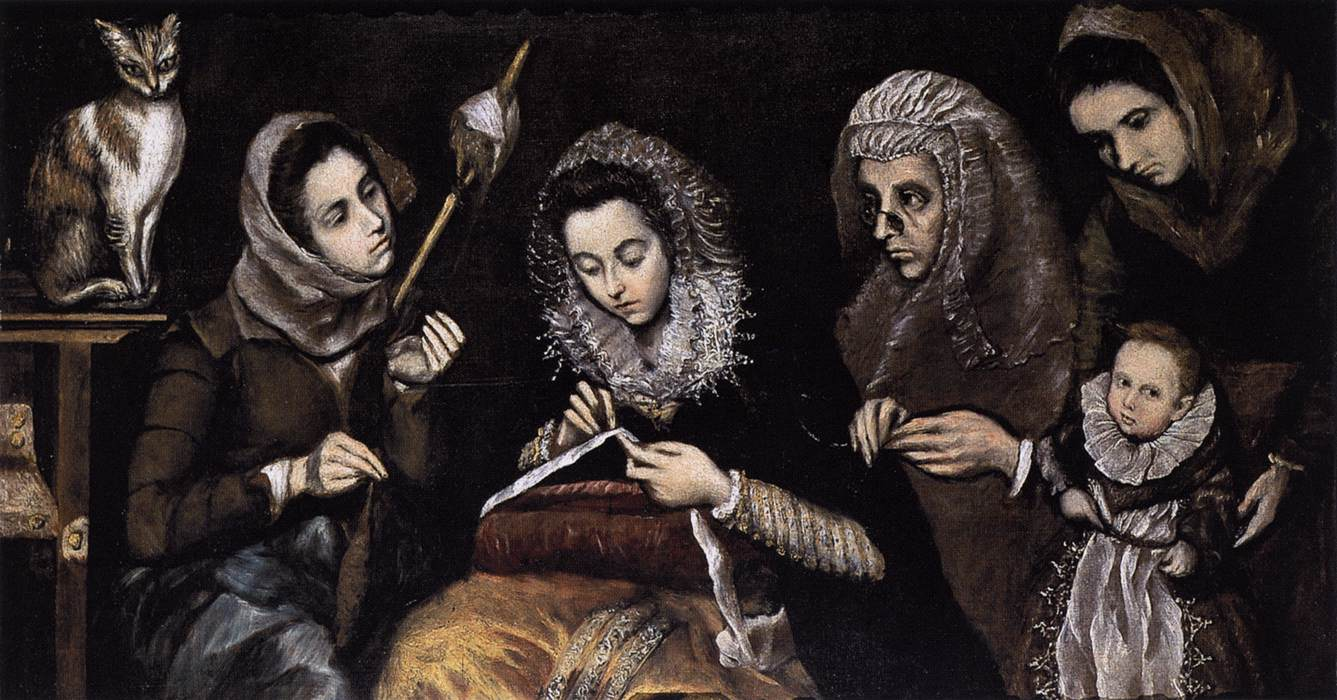
«Родина Ель Греко» (бл. 1605), Королівська академія образотворчих мистецтв Сан-Фернандо, Мадрид, Іспанія
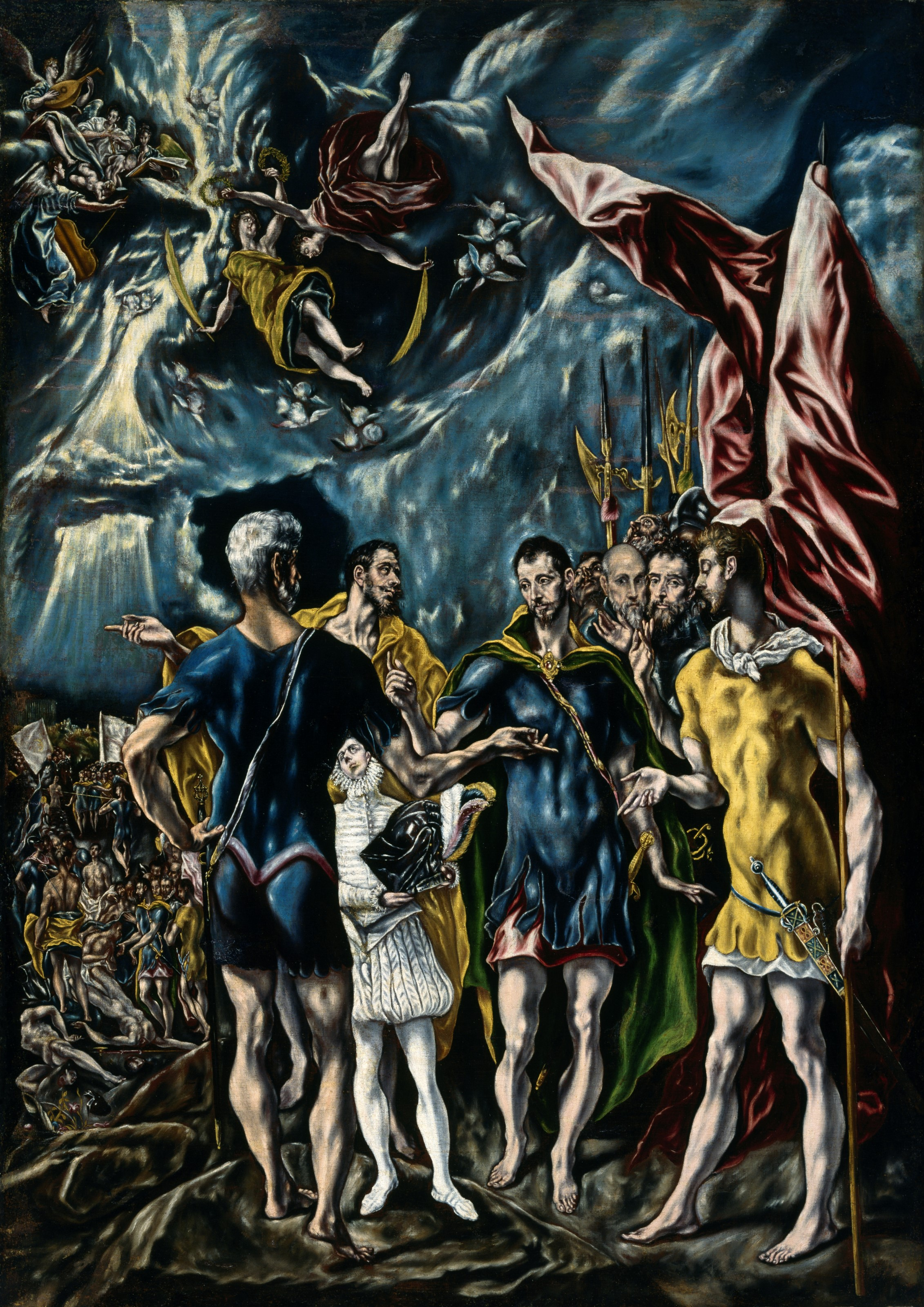
The Martyrdom of Saint Maurice
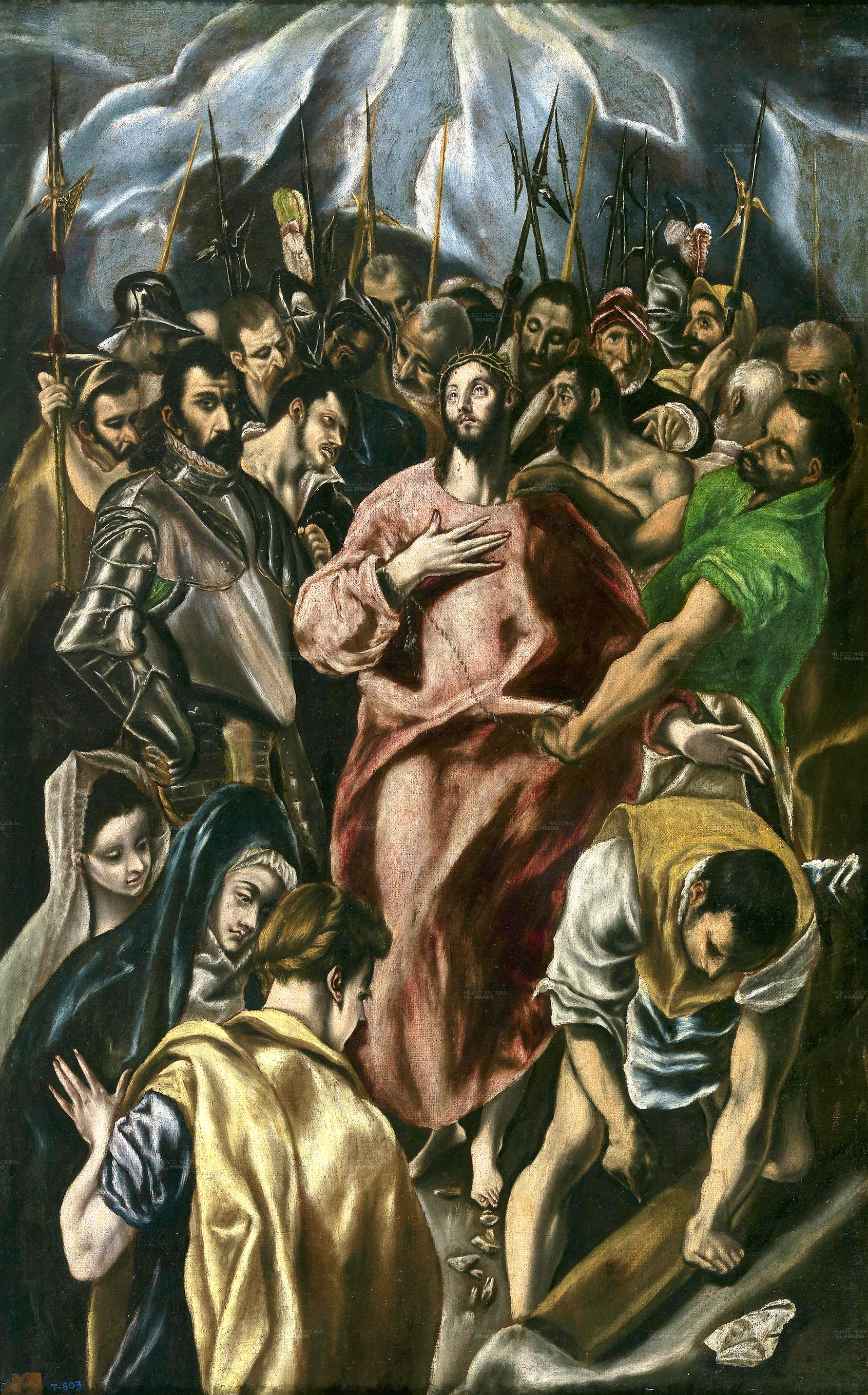
Christ Removing His Robe
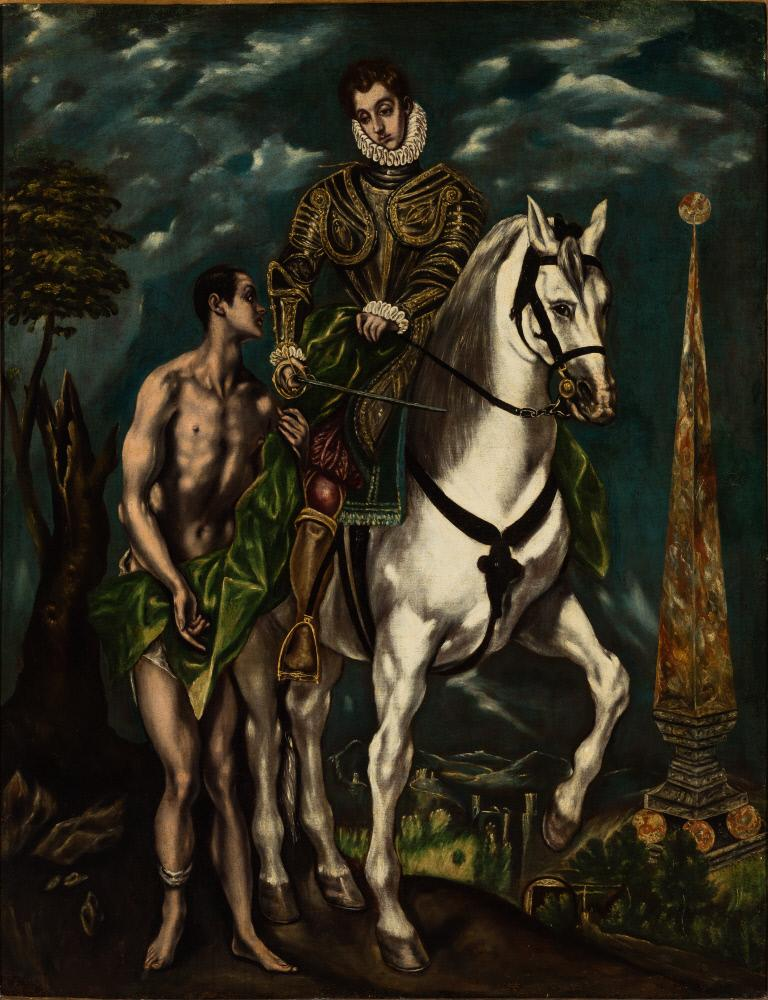
Saint Martin and the Beggar
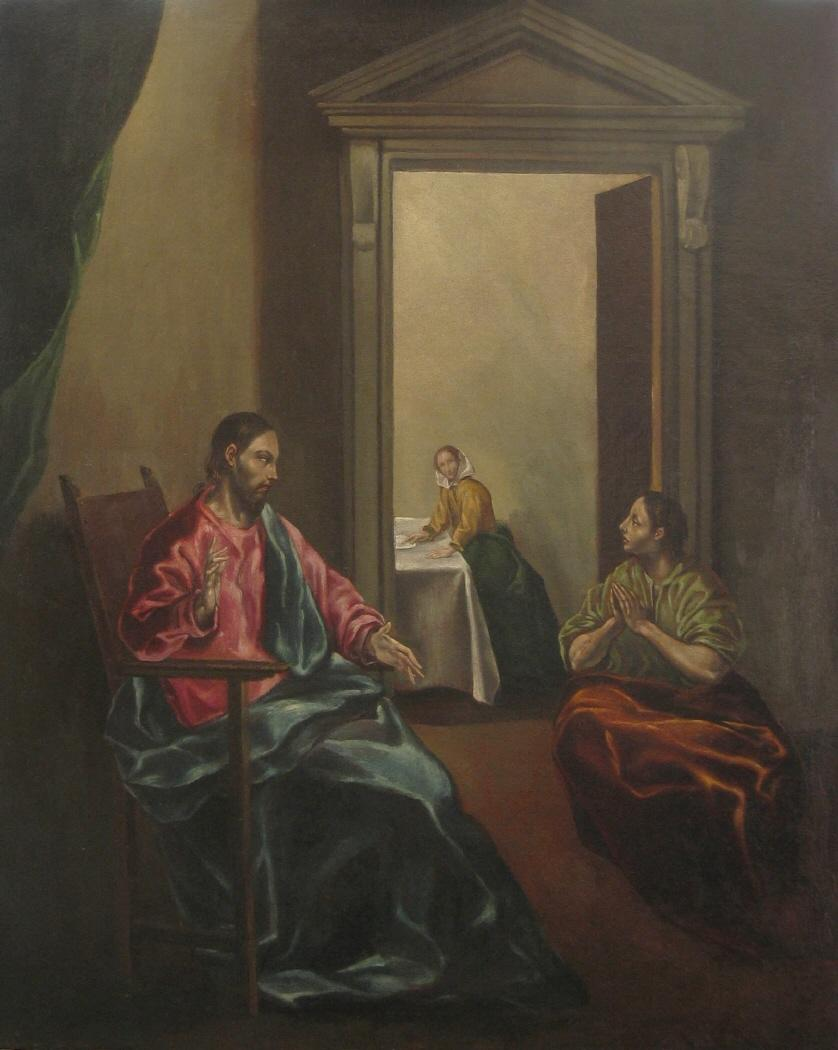
Christ in the House of Martha
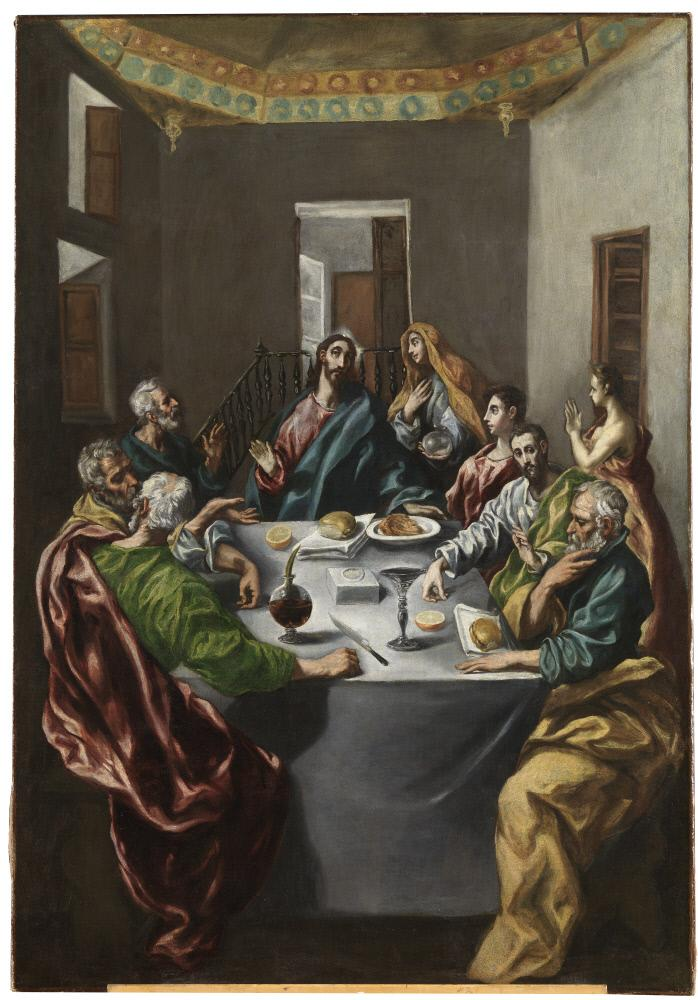
Supper in the House of Simon
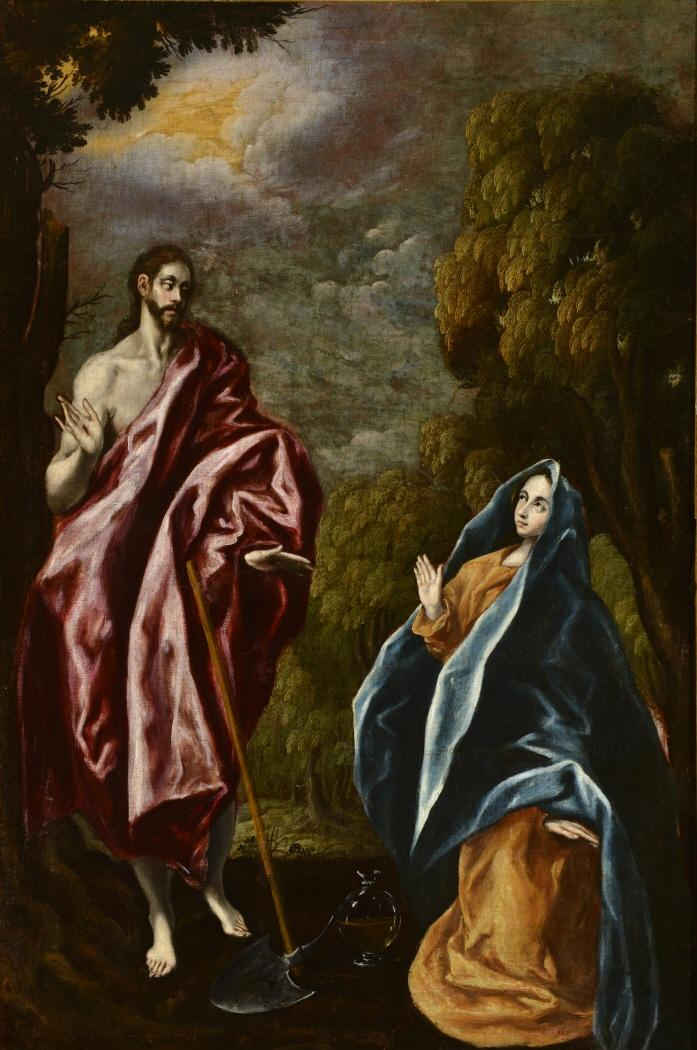
Noli me tangere